# New Day Rising
New Day Rising è un album del gruppo hardcore punk di Minneapolis Hüsker Dü, pubblicato dalla SST Records nel 1985

## Il disco
Album successivo al capolavoro del gruppo Zen Arcade, a differenza del predecessore, New Day Rising è influenzato da più stili musicali, come il pop, il jazz o la psichedelia, anche se mantiene un certo taglio hardcore punk, che però a partire da questo album sarà sempre minore all'interno delle composizioni degli Hüsker Dü per lasciare spazio a canzoni più vicine all'alternative rock.
Nel 2003, l'album è stato inserito al 495º da Rolling Stone posto nella lista dei 500 album più importanti della storia ma nel 2012 è salito fino alla posizione 488. La rivista ha incluso anche la title track tra le "100 Migliori Canzoni per Chitarra", classificandola a 96º posto.

## Tracce
1. New Day Rising (B. Mould, Hüsker Dü) – 2:31
2. The Girl Who Lives on Heaven Hill (G. Hart) – 3:03
3. I Apologize (B. Mould) – 3:40
4. Folk Lore (B. Mould) – 1:34
5. If I Told You (G. Hart, B. Mould) – 2:05
6. Celebrated Summer (B. Mould) – 3:59
7. Perfect Example (B. Mould) – 3:16
8. Terms of Psychic Warfare (G. Hart) – 2:17
9. 59 Times the Pain (B. Mould) – 3:18
10. Powerline (B. Mould) – 2:22
11. Books About UFOs (G. Hart) – 2:40
12. I Don't Know What You're Talking About (B. Mould) – 2:20
13. How to Skin a Cat (B. Mould, Hüsker Dü) – 1:52
14. Whatcha Drinkin' (B. Mould) – 1:30
15. Plans I Make (B. Mould, Hüsker Dü) – 4:16